# 劳拉·泰勒
劳拉·泰勒（英語：Laura Taylor，1999年9月10日—），澳大利亚女子游泳运动员，四岁时加入游泳俱乐部。她曾代表澳大利亚参加2018年英联邦运动会游泳比赛，获得女子200米蝶泳银牌。